# Pferdesalbe

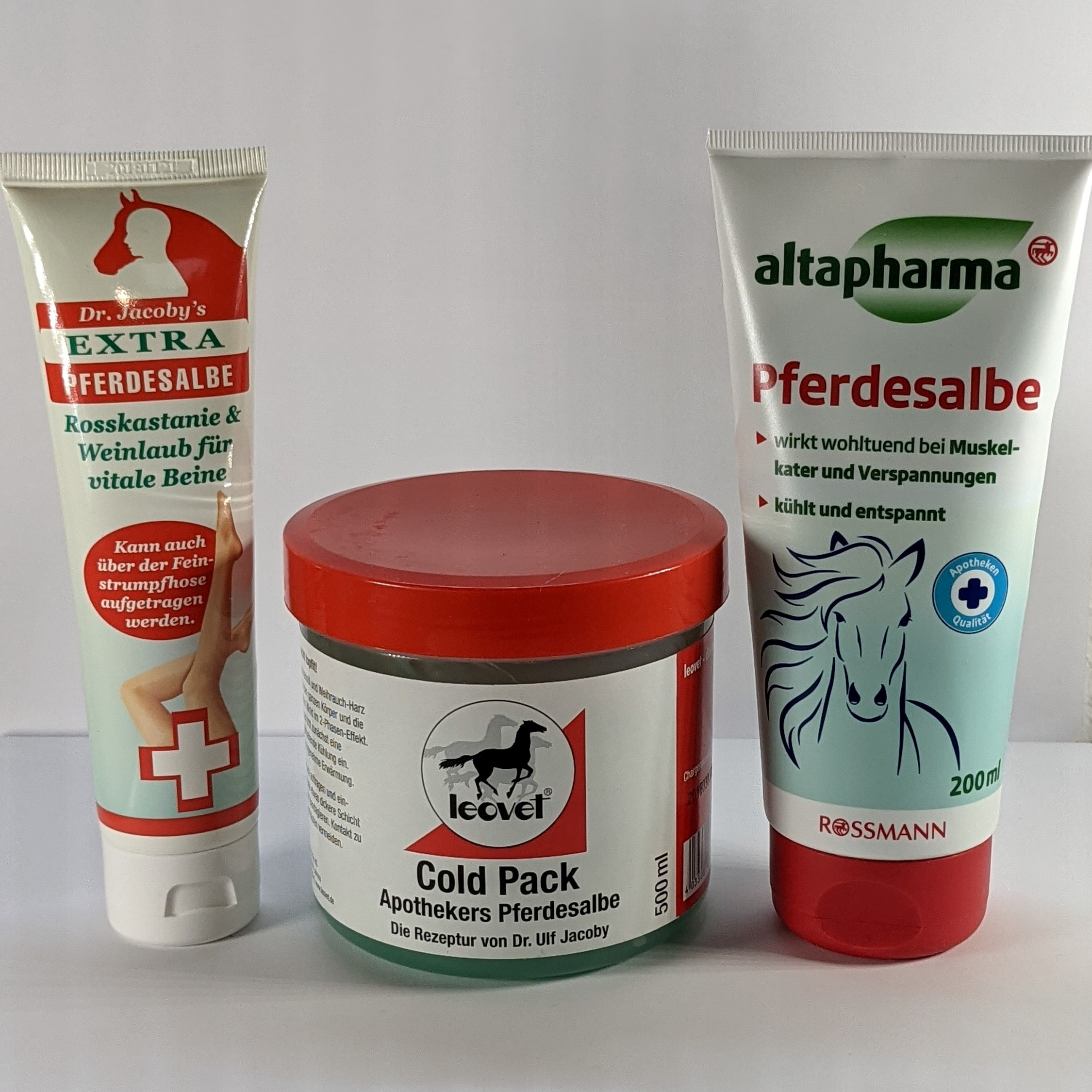
Pferdesalben als kosmetisches Pflegemittel

Pferdesalbe ist, neben ihrer ursprünglichen Anwendung beim Tier, ein kosmetisches Pflegemittel und dient beim Menschen der Linderung von Schmerzen an Rücken, Gelenken, Unterschenkeln und Füßen.

## Geschichte
Bei der Pferdesalbe handelt es sich um eine Rezeptur, die ursprünglich zur Gelenkpflege von Pferden entwickelt wurde. Mit der Salbe sollte das Wohlbefinden der Pferde nach harter Arbeit verbessert werden. Inzwischen wird Pferdesalbe auch von Menschen verwendet.
Erfinder der originalen Pferdesalbe war Dr. Ulf Jacoby, welcher später die Firma Dr. Jacoby GmbH & Co. KG gründete, die bis heute die Pferdesalbe herstellt.

## Anwendung
Pferdesalben dienen der Pflege von Füßen und Unterschenkeln. Die Salbe kann vor und nach sportlichen Anstrengungen aufgetragen und einmassiert werden.

## Inhaltsstoffe

Strukturformel von Capsaicin

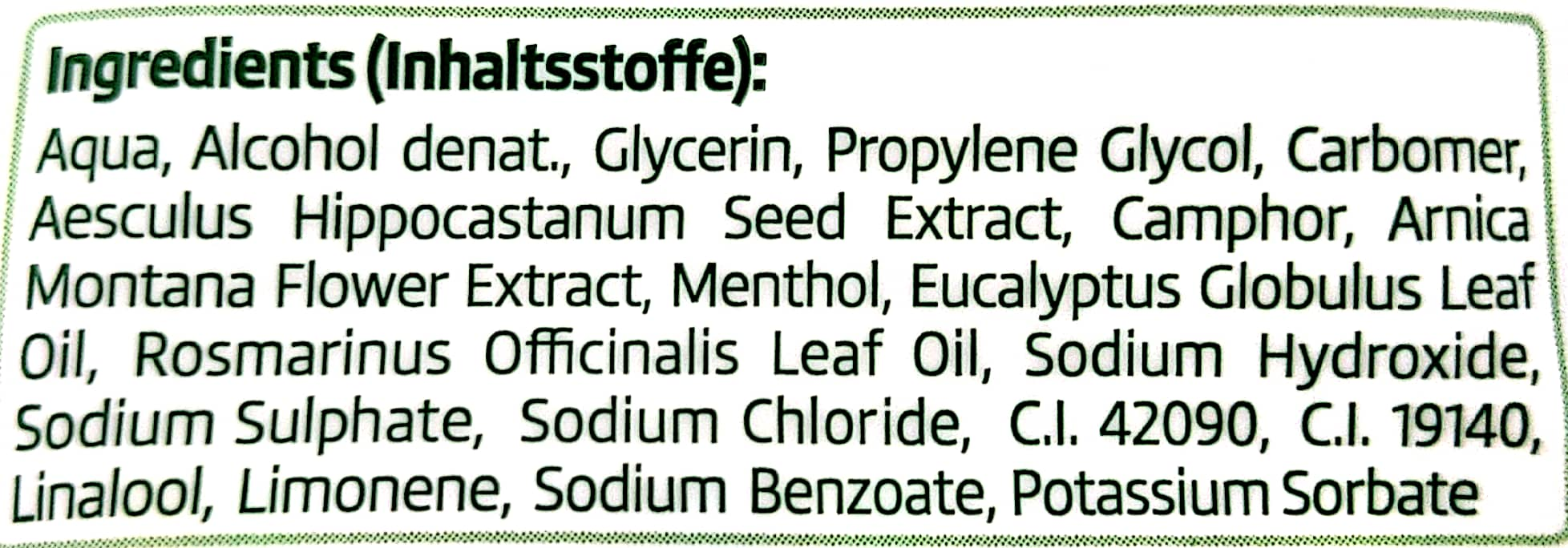
Beispielhafte Zusammensetzung einer Pferdesalbe (gemäß der internationalen Nomenklatur für kosmetische Inhaltsstoffe, INCI)

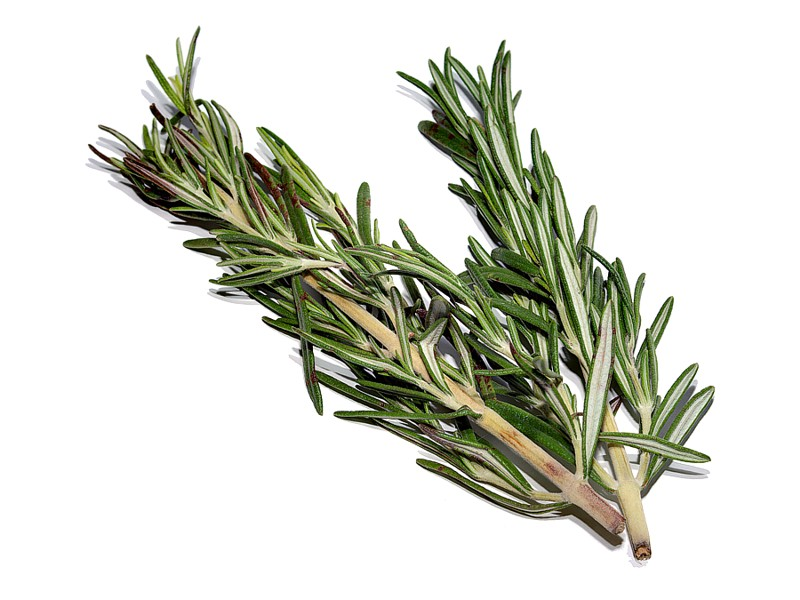
Rosmarin liefert ein ätherisches Öl

Pferdesalben enthalten unterschiedliche Mischungen aus ätherischen Ölen und Reizstoffen, wie zum Beispiel Capsaicin, welches aus Chilischoten gewonnen wird.
Typische Inhaltsstoffe in Pferdesalben sind Rosmarinöl, Arnikaextrakt, Kampher und Menthol. Es können auch andere oder weitere Extrakte wie beispielsweise aus Rosskastanie, dem roten Weinlaub, Teufelskralle, Eukalyptus oder Beinwell enthalten sein. Ob eine Pferdesalbe ein Arzneimittel ist oder nicht, hängt auch von der Zusammensetzung ab. Im Jahr 2007 wurde eine Pferdesalbe mit nur einer geringen Konzentration an Kampher vom Bundesverwaltungsgericht als Pflegemittel und nicht als Arzneimittel eingestuft.

## Wirkungsweise
Pferdesalben helfen in zwei Schritten: Kampher und Menthol wirken auf der Haut zunächst kühlend, die ätherischen Öle bzw. Pflanzenextrakte anschließend wärmend. Die Durchblutung wird gefördert und Schmerzen werden direkt gelindert, womit das Gehen erleichtert wird. Eine wiederholende Anwendung der Pferdesalbe kann dazu führen, dass Inhaltsstoffe der Salbe die feinen Nervenendungen der Haut reizen.